# Stéphane Sirkis
Stéphane Sirkis, all'anagrafe Stéphane Sirchis (Antony, 22 giugno 1959 – Parigi, 27 febbraio 1999), è stato un chitarrista, tastierista e compositore francese.

## Biografia
È stato chitarrista, tastierista e compositore della band francese Indochine. Era fratello gemello di Nicola Sirkis, cantante della band.

### L'adolescenza
Ha iniziato a suonare la chitarra a 16 anni a differenza del fratello gemello che imparerà a suonare uno strumento quando gli Indochine sono già famosi. La passione per la musica gli viene ascoltando i The Clash, così aiutato anche dal fratello più grande, inizierà a suonare la chitarra. Proprio questi ricorda nel suo libro come lui e il fratellino rimanessero incantati ad osservare le chitarre nelle vetrine dei negozi. La prima chitarra di Stef fu una Mustang, la più economica, e per comprarla Stef lavorò quattro mesi.
Nel 1978 deluso dalla sconfitta della sinistra alle elezioni, si esilia volontariamente a La Plagne dove lavora come maestro di sci, essendo un gran appassionato della disciplina soprattutto di quello fuoripista. L'esperienza d'insegnamento ai bambini lo segna molto, così, anche se non ha mai conseguito il bac (il titolo finale della scuola superiore francese), al ritorno a Parigi si inscrive alla Malakoff per studiare Psicologia, studi che però poi abbandonerà.
È stato militante nella Ligue communiste révolutionnaire (LCR) che lascia proprio nel 1978. Egli abbandona la strada della politica proprio dopo aver visto un concerto dei The Clash alla Fete Rouge organizzata dalla LCR. In questa occasione Stef si rese conto della libertà e della mancanza di schemi che la vita dei componenti del gruppo sembrava avere, e allo stesso tempo, si rese conto che all'interno del partito lui non si sentiva allo stesso modo libero di esprimersi. Questa consapevolezza lo spinge a dedicarsi anima e corpo alla musica.

### Indochine
Il 29 settembre 1981 entra a far parte ufficialmente del gruppo di suo fratello. Inizialmente questa unione viene osteggiata da Nicola, ma anche dallo stesso Stéphane perché, contrario alle regole dello show-business, non voleva essere vincolato da un contratto che lo rendesse parte del sistema che osteggiava e disprezzava. Comunque dopo aver comprato un sintetizzatore proprio, gli altri componenti del gruppo, escluso suo fratello gemello, insistono perché questo esca dall'ombra e salga sul palco per essere effettivamente parte della band. A tali insistenze alla fine cede. Ha suonato nel gruppo dal 1982 al 1999. Dal 1995, anno in cui Dominique Nicolas lascia il gruppo, al 1999, gli Indochine sono a tutti gli effetti un duo formato dai fratelli Sirkis.
Ha composto la musica dei brani Le train sauvage, Persane theme, Un Grand Carnaval, Les Silences de Juliette, Mire-Live, Ce soir,le ciel. In collaborazione con altri compositori ha scritto anche i pezzi Alertez Managua, La guerre est finie(con Dominique Nicolas ), Echo ruby,Satellite, Peter pan, Manifesto, She night, Atomic Sky e Stef 2.
Nel 1987 scrive le musiche per il film Les Keufs.

### La morte
Stéphane soccombe alla vita della rock star facendo largo uso di droghe pesanti e di alcol che contribuiranno alla sua prematura fine. Negli anni precedenti alla morte mostra un aspetto malato e diventa ingestibile negli atteggiamenti anche dallo stesso fratello. Durante il tour di Wax, non è più la lead guitare del gruppo, che sostanzialmente è un duo formato da i due fratelli Sirkis.
Nel libro Starmustang scritto dall'altro fratello più grande Christophe Sirchis, uscito a ridosso dell'uscita dell'album La République des Meteors, si parla dell'esistenza di un contratto che esclude Stéphane dagli Indochine, firmato pochi giorni prima della morte. Nicola non ha mai voluto commentare tali affermazioni, anzi è in aperta lotta con il fratello Christophe che ha chiamato Marchand de morts in più occasioni.
Stef muore per un'epatite fulminante a 39 anni, durante la preparazione dell'album Dancetaria, che viene dedicato a lui e alla sua piccola figlia Lou. Toccanti sono i ringraziamenti che Nicola gli riserva: Là où tu es, j'espère que tu es fier de toi, de moi et de nous (Lì dove sei, spero che tu sia fiero di te, di me e di noi).
Il 27 febbraio 2000 primo anniversario della sua morte, Nicola insieme agli Indochine commemora il fratello con un concerto.
Nell'album Paradize si trova il brano Electrastar che Nicola scrive in sua memoria. Un pezzo commovente in cui Nicola esprime tutto il suo desiderio di poter rivedere di nuovo suo fratello scomparso anche a costo di cracher sur la gloire, ovvero sputare sulla gloria.
È sepolto nel cimitero parigino di Bagneux, pochi chilometri a sud di Parigi.
Il 27 febbraio 2010 a dieci anni dalla morte, viene messa in rete una versione acustica di Atomic sky eseguita da Nicola accompagnato dalla chitarra di Lou, la figlia di Stef.

### Vita privata
Ha avuto una figlia, Lou, nata l'8 agosto del 1990 dalla sua prima compagna, Sophia, con cui si sposa del 1987 e con cui divorzia pochi anni dopo. Sua figlia è una cantante e chitarrista, che fa parte del gruppo Toybloïd, e ha suonato spesso insieme allo zio.
Quando muore è sentimentalmente legato ad una donna di nome Eliette, di cui egli non fa trapelare nulla alla stampa.
Durante i suoi ultimi anni di vita lascia la Francia per trasferirsi a Bruxelles.